# Tsaft
Tsaft (berbère : ⵜⵙⴰⴼⵜ) est une commune au nord du Maroc, dans la région du Rif, de la province de Driouch.